# 暴風雨 (超人前傳)
《暴風雨》（英語：Tempest）是WB電視台的原創電視劇《超人前傳》第1季的第21集，同時也是季終集，於2002年5月21日首播；該集由阿爾弗雷德·高夫與麥爾斯·米勒編劇，並由格雷格·畢曼執導。在該集中，萊克斯·路德試圖脫離路德公司來開拓自己的人生；惠特尼·福特曼（Whitney Fordman）離開小鎮去加入美國海軍陸戰隊；羅傑·尼克森（Roger Nixon）發現了克拉克·肯特身懷超能力的秘密，並試圖將它公諸於世；拉娜·藍被捲入龍捲風中。
導演格雷格·畢曼試圖在彼此平行的角色間構建一個視覺主題。該集收穫了評論家的積極評價，評論家多稱讚該集的結局，但亦有人認為《暴風雨》有些雜亂無章。《暴風雨》播出時有約600萬名觀眾收看，尼爾森收視率為3.8。該集入圍了兩項獎項，一為金膠捲獎（Golden Reel Awards）的最佳電視劇單集音效剪輯獎，二為加拿大電影攝影師協會獎的最佳電視劇攝影師獎。The Futon Critic網站將《暴風雨》評為2002年第15佳的電視劇集數。

## 劇情
李涅·路德（約翰·格洛弗飾演）來到了小鎮的路德公司工廠，並宣布「經營失敗」迫使他必須關閉工廠。李涅巧妙地將責任推卸到兒子萊克斯·路德（麥可·羅森巴姆飾演）身上，並告訴萊克斯自己希望他回到大都會。另一方面，克拉克·肯特（湯姆·威靈飾演）、彼得·羅斯（Pete Ross，山姆·瓊斯三世飾演）、克洛·蘇利文（艾莉森·麥克飾演）與拉娜·藍（克莉斯汀·克魯克飾演）皆選好了春季舞會的舞伴。拉娜的男友惠特尼·福特曼（Whitney Fordman，艾瑞克·強森飾演）告訴拉娜，他加入了美國海軍陸戰隊，將在舞會當天離開小鎮去參加基礎訓練。萊克斯試圖讓員工變賣家產來收購工廠，以保住工作；而他自己也會從旁提供資金協助。李涅得知了萊克斯的計劃，於是併購了小鎮的銀行。當員工未按時繳款時，他可以毫不留情的沒收他們的所有家產。
記者羅傑·尼克森（Roger Nixon，湯姆·歐布萊恩飾演）在克拉克的卡車中放置炸彈，來測試克拉克的能力。尼克森在塔龍（Talon）裡與克拉克對峙，萊克斯出手干預並警告尼克森別再騷擾肯特家。尼克森偷偷潛入肯特農場，竊聽有關太空船藏在地窖的談話，並得知了萊克斯持有太空船上缺失的一部分——八角盤。尼克森跑去路德家族的豪宅偷八角盤，接著持攝影機來到了地窖。克拉克、克洛與彼得前往舞池，在惠特尼離開前，克拉克向他道出了祝福。
這時，天氣逐漸惡化，一場暴風雨逐漸醞釀中，拉娜載惠特尼去車站，順道送行。克拉克的養父母強納森·肯特（Jonathan Kent，約翰·施奈德飾演）與瑪莎·肯特（Martha Kent，安妮特·奧圖勒飾演）決定去地窖避難，碰巧撞見了用八角盤啟動太空船的尼克森。尼克森持錄影帶逃脫，強納森不顧風雨追了出去。太空船憑空飄起，飛出地窖。拉娜向惠特尼道別，開車回家。拉娜在路上遇到三個龍捲風，狂風吹襲使她的車子駛離公路。校方在舞會上宣布龍捲風的消息，克拉克離開舞會，去確認拉娜是否身陷險境。三個龍捲風合併成一個極大的龍捲風，往拉娜直撲而來。拉娜連人帶車被捲入龍捲風中，克拉克不假思索便衝進龍捲風裡救她。

## 製作

### 構思
該集由阿爾弗雷德·高夫與麥爾斯·米勒編劇。構思第一季該如何完結時，有兩件事是高夫與米勒所能確定的：季終集將會有學校的舞會和龍捲風。儘管高夫與米勒的靈感源自傑夫·羅伯的漫畫《Superman for All Seasons》，但是該想法還包含了龍捲風掃過小鎮的事件。兩人表示，該想法來自他們在收音機聽到有關龍捲風在舞會之夜襲擊高中的事件:102。艾瑞克·強森飾演的角色惠特尼在該集中退場，不過後來有在第2季和第4季中特別客串。

### 拍攝
導演格雷格·畢曼以一種與主題「醞釀中的風暴」相似的風格來拍攝該集。貝蒙表示，這一集的前半段十分平靜，然後風暴開始醞釀。他解釋說：「我將開場設定為萊克斯被直升機著陸的風拍擊、機上坐著前來關閉工廠的李涅的場景。我想為即將到來的風暴鋪陳。接著，一切平靜下來，這集風平浪靜的開始，但隨著鏡頭不斷的移動、轉換，平靜只到風暴來臨、劇情達到最高潮時為止。整部劇集就是有著這種沉著，節奏從優雅到狂亂」:102。
畢曼想將劇中的事件、視覺效果及風結合在一起。麥克·沃爾斯（Mike Walls）帶來了用於拍攝電影《龍捲風》（1996年）的造風機，來模擬劇中的風。克洛接克拉克去舞會時，「風」開始颳起。接著，風一點一滴地增強。拉娜在車站讓惠特尼下車時，風勢變得極為強勁:102。《暴風雨》大體可劃分為幾個部分：惠特尼離去，讓拉娜感到困擾；克拉克與克洛試圖釐清他們之間的關係；邪惡的羅傑·尼克森；強納森為了捍衛家庭；以及李涅與萊克斯間的父子鬥爭。畢曼把這一切看成一齣歌劇的一部份，因此演員們的演出需要與調子相匹配，且不能太過火:104。
因該集在安德里尼農場及0號大道（沿著美國與加拿大的邊界的一條道路，用來拍攝拉娜遇到龍捲風的橋段）取景，讓《暴風雨》的搭景協調員兼藝術執導羅伯·米若（Rob Maier）忙得焦頭爛額。米若還得負責打破路德豪宅的玻璃的工作:106。演唱《超人前傳》片頭曲《Save Me》的雷米零度線合唱團受邀在該集中演出。很快的，雷米零度線合唱團得知，為電視劇現場演出並不如想像中容易。為了納入其他內容，畢曼不可能讓雷米零度線合唱團唱完整首歌曲。在舞會的橋段中，有時每個人都須保持安靜，並假裝在演奏或跳舞，讓主演們演戲。亦有些時候，他們必須盡可能放大音量:109。

### 效果
拍攝風暴將路德豪宅柱子弄斷砸到李涅的部分令麥克·沃爾斯備感憂心。他的工作人員們已知道哪根柱子會斷，但因為不知道貝蒙要怎麼拍那個鏡頭，而不確定要如何弄斷柱子，不過拍攝當天一切都很順利。他們讓一位替身演員拍攝李涅剛被柱子砸到的部分，接著再讓原演員約翰·格洛弗上場。風的效果也讓演員和工作人員面臨潛藏的危機。艾瑞克·強森回憶，當時即使只是一塊小碎片，在風的影響下也能造成極大的傷害。安妮特·奧圖勒在拍攝地窖的場景時也有類似的經歷。在強納森追著尼克森離開地窖時，特技團隊用一台造風機和一些枝葉來模擬地窖外灌進來的風。這時，一片枯葉直接打在奧圖勒臉上，讓她差點喘不過氣來:110-111。

## 角色發展
該集包含了許多演員等候已久的角色發展。拉娜對克拉克與克洛在一起的妒意在得知兩人決定一同參加舞會時顯現了出來；儘管如此，克莉斯汀·克魯克認為，拉娜自己並不想吃醋，反而是希望能支持克拉克對克洛的新感情。艾瑞克·強森表示，惠特尼終於展現出了自己的那一面——他在知道拉娜因自己要離開小鎮而無法參加舞會，於是在舞會尚未開始前便與她跳了一支舞。強森一直希望觀眾能早日看見惠特尼的那一面:107。為了更進一步的深入刻劃角色從未表露出來的一面，高夫與米勒決定讓惠特尼上戰場，而不是直接在劇中死去。兩人自知自己並不想讓他在劇中死亡，因為他們希望能在未來的某一集讓惠特尼回歸，於是賦予了他「高尚且英勇」的特質:108。對於萊克斯，該集著重在他開始思考，若他父親不再是他人生中的一部分的話，他的人生會變成怎樣。演員麥可·羅森巴姆認為，在萊克斯猶豫是否要將父親從柱子底下救起時，觀眾就能預知萊克斯將會成為一位邪惡的人。羅森巴姆亦表示，在該橋段中，若萊克斯放任父親死去，那萊克斯肯定會「走向黑暗面」:109。

## 播出與反響
《暴風雨》於2002年5月21日在WB電視台首播，有約600萬名觀眾收看。該集的尼爾森收視率為3.8，意指在所有設有電視的家庭裡約有3.8%觀賞了該集。據該收視率成績，《暴風雨》為5月20日至26日間，收視率第68高的劇集:B6。《暴風雨》入圍了兩項獎項，但皆未獲獎。其中一項是金膠捲獎的最佳電視劇單集音效剪輯獎，而另一項則是加拿大電影攝影師協會獎的最佳電視劇攝影師獎，入圍者為艾提拉·紹萊（Attila Szalay）。
該集所獲評價多為正面。The Futon Critic網站的評論家布萊恩·福德·蘇利文（Brian Ford Sullivan）認為，該季的尾聲很棒地處理了每個元素，而扣人心弦的結局精彩到足以讓評論家痴痴等待一整個夏天，迎接第2季的到來。蘇利文將《暴風雨》評為2002年第15佳的電視劇集數。TVDVDReviews.com的強納森·布魯托（Jonathan Boudreaux）表示，該集是《超人前傳》第1季中最強勁的一集，並稱這得歸功於劇組對角色的關注，以及「氪星石的戲份減少」。布魯托稱《暴風雨》為「帶有懸念的強力季終集」。Mania.com的艾瑞克·摩若（Eric Moro）給予該集「A-」的評價，認為《暴風雨》證明《超人前傳》能「利用超自然的方式來比喻青少年生活」，這部季終集「重溫了全季的主題，把每一個懸而未解的劇情帶到末尾一口氣解決，促使觀眾繼續觀賞娛樂性十足的第2季」。反之，作家尼爾·貝利（Neal Bailey）認為該集有些混雜，並表示《暴風雨》「比不上第1季中的任何一集」。貝利指出，由於每個角色的行為都能被預知，導致劇情一點懸疑感都沒有。

## 外部連結
- 互联网电影数据库上Tempest的资料（英文）